# Limba cumbrică

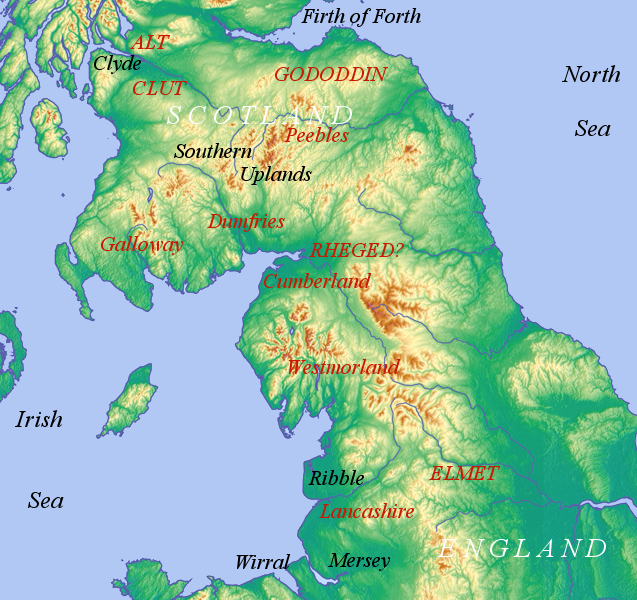
Regiunea în care se crede că a fost vorbită cumbrica.

Limba cumbrică a fost o varietate a britonicii vorbită în timpul Evul Mediu Timpuriu în regiunea Yr Hen Ogledd, în prezent parte din Anglia de nord și Scoția de sud.